# I bądź tu mądra
I bądź tu mądra (ang. Go Figure, 2005) – amerykański film, wyprodukowany przez Disney Channel.
Premiera filmu miała miejsce 10 czerwca 2005 roku.

## Fabuła
Katelin Kingsford (Jordan Hinson) jest młodą, dobrze zapowiadającą się łyżwiarką figurową. Jej marzeniem jest uczyć się w szkole Natashy Goberman (Cristine Rose), pochodzącej z Rosji uznanej instruktorki łyżwiarstwa. Katelin jest bardzo zdeterminowana, by się tam dostać. Decyduje się więc przyjąć stypendium, które jest obwarowane jednym, ale bardzo ważnym warunkiem. W zamian za pomoc finansową Katelin zobowiązuje się grać w szkolnej, dziewczęcej drużynie hokejowej. Utalentowana łyżwiarka figurowa nie radzi sobie w nowej sytuacji. Mimo wielu porażek nie poddaje się jednak. Po pewnym czasie robi nawet duże postępy, a dzięki niej drużyna zaczyna wygrywać w zawodach. Teraz nastolatka musi podjąć najważniejszą decyzję w swoim życiu – łyżwiarstwo figurowe albo hokej.

## Obsada
- Jordan Hinson – Katelin Kingsford
- Tania Gunadi – Mojo
- Whitney Sloan – Hollywood Henderson
- Brittany Curran – Pamela
- Amy Halloran – Ronnie
- Sabrina Speer – piosenkarka
- Jodi Russell – Linda Kingsford
- Kristi Yamaguchi
- Morgan Lund – Bob
- Austin Jepson – Hooner
- Kadee Leishman – Heather
- Jill Orrock – Wildcat
- Curt Dousett – Ed Kingsford
- Dave Fox – spiker na lodowisku hokejowym
- Anne Sward – Ginger
- Anne Kathryn Parma – łyżwiarz #1
- Lauren McKnight – łyżwiarz #2
- Jake Abel – Spencer
- Shauna Thompson – asystent trenera Grace’a
- Ruby Chase O’Neil – łyżwiarz Tiny
- Robert J. Baker – pan Jablonsky
- Chris Hanson – spiker na lodowisku
- Susan Rounkles – trener Tiny’ego
- Cristine Rose – Natasha Goberman
- Paul Kiernan – trener Reynolds
- Ryan Malgarini – Bradley Kingsford

## Wersja polska
Wersja polska: SDI Media Polska

Reżyseria: Artur Kaczmarski

Dialogi: Julian Scott

Wystąpili:
- Maria Niklińska – Katelin Kingsford
- Agnieszka Fajlhauer –
  - łyżwiarka,
  - Kristi Yamaguchi,
  - gwary
- Anna Apostolakis-Gluzińska – Ginger
- Zbigniew Konopka – Bob
- Joanna Jeżewska – Natasha Goberman
- Wojciech Paszkowski – Ed Kingsford
- Agnieszka Kunikowska – Linda Kingsford
- Beniamin Lewandowski – Bradley Kingsford
- Janusz Wituch –
  - trener Reynold,
  - gwary
- Julia Hertmanowska – Ronnie
- Piotr Bajtlik – Spencer
- Jan Piotrowski – Hooner
- Justyna Bojczuk – Mojo
- Julia Kołakowska-Bytner – Amy „Hollywood” Henderson
- Monika Pikuła – Shelby
- Magdalena Krylik – Pamela
- Paweł Szczesny – pan Jablonsky
- Robert Tondera – komentator meczów hokeja
- Artur Kaczmarski –
  - komentator meczu hokeja w telewizji,
  - komentator seniorskich zawodów krajowych w łyżwiarstwie
- Julia Kunikowska – Heather

W pozostałych rolach:
- Joanna Borer-Dzięgiel – gwary
- Piotr Deszkiewicz – gwary
- Fabian Kocięcki
- Adam Pluciński – gwary
- Marta Gierzyńska – gwary
- Bożena Furczyk – gwary
- Grzegorz Pawlak